# Onda longa
Onda longa ou onda de baixa frequência do espectro eletromagnético, ou simplesmente LF (do inglês low frequency), é uma banda de rádio (RF) que se situa na gama de 30 kHz até 300 kHz. Em alguns lugares da Terra, a banda de LF é utilizada em radiodifusão, porém, devido comprimento de onda serve para balizamento aéreo, navegação (LORAN), informações meteorológicas e em pesquisas das camadas ionosféricas.

## Frequências
Entre 40 e 80 kHz, existem vários serviços de transmissão de hora legal. Alguns exemplos:
- JJY   - Japão, em 40 e 60 kHz.
- MSF   - Anthorn, na Inglaterra, em 60 kHz.
- WWVB  - No Colorado, Estados Unidos em 60 kHz.
- HBG   - Em Prangins, Suíça, na frequência de 75 kHz.
- DCF77 - Frankfurt, Alemanha, em 77.5 kHz.

A radiosinalização em frequência em torno de 50 kHz, é capaz de atingir profundidades subaquáticas abaixo de 200 metros. Quanto mais longo o comprimento de onda (Menor frequência), maior a profundidade alcançada.
A maioria das comunicações submarinas são efetuadas em LF.
Considerando que as baixas frequências são de propagação terrestre somente, a precisão dos sinais emitidos não é afetada através de diversos caminhos entre o transmissor, a ionosfera, e o receptor.
As antenas utilizadas em baixas frequências (LF), normalmente são verticais alimentadas no extremo inferior e isoladas do solo, também são utilizadas antenas de mastro, antenas T, antenas L, e antenas longas paralelas ao solo, chamadas Long-Wire.
Nas verticais, em geral, a altura difere conforme o fim a que se destina. Por exemplo, para o sistema NDB, em torno de 10 metros, para transmissores de navegação mais poderosos como o sistema DECCA, a altura é ao redor 100 metros. As antenas T encurtadas têm uma altura entre 50 e 200 metros, enquanto as antenas de mastro 150 metros.
Para o sistema LORAN-C, a altitude da antena gira em torno dos 190 metros para uma irradiação de 500 KW, e ao redor 400 metros para transmissores com 1 MW.
Para radiodifusão na banda de LF, as antenas de mastro e as antenas T devem ter alturas acima de 150 metros. As de mastro podem ser alimentadas pelo solo com mastros separados ou podem ser alimentadas por cima dos mastros fundamentados. Também é possível usar antenas gaiola com casamento capacitivo.
Devido grande comprimento de onda da energia irradiada, quase todos os sistemas irradiantes, apesar de grandes e altos, são menores do que o quarto do comprimento de onda utilizado.